# 정다슬
정다슬(1987년 4월 18일 ~ )은 대한민국의 전직 축구 선수이다. 현역 시절 포지션은 미드필더였다.